# El rei captiu
El rei captiu és un esbós de Joseph Wright realitzat l'any 1772 o 1773 que mostra el noble francès Guiu de Lusignan fet presoner per Saladí. Es creu que l'esbós podria ser una preparació pel quadre Guiu de Lusignan a la presó, actualment perdut.

## Descripció
L'esbós fou titulat El rei captiu i mostra el noble francès Guiu de Lusignan fet presoner per Saladí. Lusignan va lluitar contra Saladí el 4 de juliol de 1187 i va ser fer presoner després que el seu exèrcit perdés la batalla. Es diu que les relíquies de la veracreu també foren perdudes durant aquest combat. Lusignan, que provenia de prop de Poitiers, havia esdevingut el rei de Jerusalem gràcies al seu casament amb Sibil·la de Jerusalem. Al final Lusignan fou alliberat per Saladí i, tot seguit, va governar Xipre. L'esbós de Wright conté notes del seu amic Peter Perez Burdett. Wright va rebre lliçons de Burdett sobre perspectiva i el va consultar sovint sobre com fer les seves pintures.

## Història
L'esbós fou un dels com a mínim tres que Wright va dibuixar abans de fer dues pintures similars sobre el presoner. Els esbossos foren enviats a Peter Perez Burdett a Liverpool perquè els comentés durant l'hivern de 1772; això fou abans de crear la més petita de les pintures, que fou exposada a la Society of Artists el 1773 juntament amb una versió de La botiga del ferrer. Wright esperava vendre una versió d'El rei captiu a Charles Frederick l'any 1774. Friedrich va contractar més tard Perez Burdett quan es va mudar a Alemanya per evadir els seus deutes, incloent-hi diners que devia a Wright. Una versió més gran de la pintura, de 40 per 50 polzades, va estar en possessió del germanastre de Wright després que fos venuda el 1810, tot i que no n'hi ha cap rastre en el llibre de Benedict Nicolson sobre Wright. El 1774 i 1778 Wright va crear pintures de tema similar d'un home abandonat a la presó, però eren sobre una novel·la contemporània. L'últim d'aquestes fou El captiu de Sterne, exposat el 1778.